# Ванда мисс Джоаким
Ванда мисс Джоаким (научное название: Vanda Miss Joaquim, кит. упр. 卓锦万黛兰, пиньинь zhuójǐn wàndàilán — «долгоживущая орхидея») — грекс, созданный английской и сингапурской учёной-садоводом армянского происхождения Агнес Джоаким (Ашхен Овакимян), с 1947 года — символ Прогрессивной партии, с 15 апреля 1981 года — национальный цветок Сингапура. Цветок является гибридом бирманской орхидеи Vanda teres и малайской Vanda hookeriana.
Информация о цветке впервые была опубликована в издании Gardeners' Chronicle. В 1897 году цветок начал разводиться в Европе. На Королевской сельскохозяйственной выставке в Лондоне Ванда мисс Джоаким получила сертификат первой категории, и на нынешний момент скрещивание данного сорта дало уже около 440 цветков-гибридов.
Была выбрана из 40 цветков-кандидатов в символы страны ввиду своей жизнеспособности и благодаря круглогодичному цветению, как символ стремления сингапурцев к прогрессу и их способности выстоять в трудные времена.
Цветок был изображён на одноцентовых монетах Сингапура, выпускавшихся в 1994–2000 гг..